# Палеогеография
Палеогеографията е наука за физикогеографските условия съществували в миналите геоложки епохи. Тя е част от историческата геология, даваща материал за познанията за историята на развитието на земната кора и Земята като цяло. Идновременно с това палеогеографията се явява и като част от общата физическа география, изучаваща физикогеографските условия в миналото, служеща за разбирането на съвременната природа на Земята. Методите на пелеогеографията се базират предимно на детайлното изследване на скалите (техния състав, структура, текстура, характер на залягане и прочие), а също и изучаването на съдържащите се в природата макро- и микпоскопични органични остатъци. Палеогеографията е тясно свързана с ученията за фациите, литологията, стратиграфията, тектониката, палеонтологията и палеоекологията, климатологията, геохимията и геофизиката.

## Историческа справка
Палеогеографията възниква в средата на 19-ти век, като необходимите предпоставки били: разработка на относителната геохронологична скала на основата на данните на биостратиграфията; появяване на учението за фациите на швейцарският геолог Аманц Гресли (1814 – 1902), съгласно което еднаквите по възраст наслаги, представени от разнообразни типове седиментни скали, отразяват различната физикогеографска обстановка при тяхното натрупване; обосноваването на английския геолог Чарлз Лайъл на метода на актуализма, позволяващ възстановяването на физикогеографските условия в миналите геоложки епохи по пътя на аналогията със съвременните условия.
Първите палеогеографски карти, появили се през 1860-те години, изобразявали разпределението на древните морски басейни на местата на съвременните континенти. Такива били картите на юрския период (световна) на Ж. Марк (1860 г.), кредния период (на Северна Америка) на Джеймс Дуайт Дана (1863 г.), серия от палеогеографски карти на Европейска Русия за редица последователни периоди на Херман Трауншолд (1877 г.), Александър Карпински (1880 г.) и Александър Иностранцев (1884 г.). Най-голяма известност получават картите съставени от Карпински (1887 и 1894 г.), които той направил на основата на анализа на важните изводи в закономерностите в движенията на земната кора в пределите на Източноевропейската равнина, свързвайки ги с развитието на съседните планински системи.
Световни палеогеографски карти за отделните геоложки периоди и епохи били публикувани в края на 19-ти и началото на 20-ти век от френските геолози Албер Лапаран (1839 – 1908) и Емил Ог (1861 – 1927), австрийският геолог Мелхиор Неймайр (1845 – 1890) и полският учен Юзеф Лукашевич (1863 – 1928). На тези карти се прави опит да се възстанови разпределението на сушата и моретата не само върху съвременните континенти, но и в пределите на съвременните океани на основата на екстраполации на данни от обграждащата ги суша. Емил Ог предава на палеогеографските си карти и палеонтоложко съдаржание, показвайки на тях, освен суша и морета, също и геосинклиналните и платформените области. Немският геофизик Алфред Вегенер през 1912 г. полага началото на „мобилизма“ в геологията, като изобразява на серия от карти предполагаемите процеси на разпадането на хипотетичния суперконтинент Пангея и образуването на Атлантическия и Индийския океани.
В началото на 20-ти век от обобщените палеогеографски карти и схеми на отделните геоложки периоди и епохи се преминава към изработването на много по-детайлни карти на малки региони, съставени за геологията на по-малки времеви периоди (отдели, подотдели и етажи): картите на Николай Андрусов за неогеновите басейни в Черноморско-Каспийската област, на Алексей Павлов за раннокредните басейни в Европейска Русия, на Андрей Архангелски за късната креда в Поволжието и Туркестан. Изследванията на Андрусов полагат началото на палеоекологичното, а на Андрусов – на литоложкото направление в палеогеографията. През 1910 г. Чарлз Шухерт (1858 – 1942) публикува голяма серия от палеогеографски карти на Северна Америка, нееднократно преиздавани с много по-нови данни. През 1912 г. немският геолог Едгар Даке (1878 – 1945) първи започва да чете лекции в Мюнхенския университет, а през 1915 г. публикува първото ръководство по палеогеография и я утвърждава като самостоятелна наука. От 1930-те години палеогеографските реконструкции стават необходима предпоставка при търсенето и разработването на полезни изкопаеми (нефт и газ, въглища, соли, боксити, фосфорити, диаманти и др.) и се усъвършенства една от основите на палеогеографията – учението за фациите (Уилям Твенхофел и Дмитрий Наливкин).

## Основни направления в палеогеографията
Разнообразните методи използвани от палеогеографията позволяват да се обособят няколко направления в нея, изучаващи различните страни на физикогеографските условия на геоложкото минало.
- Палеоекологично направление – извършва анализ на състава и други особености на седиментните скали и включените в тях органични остатъци с цел изясняване начина на живот и средата на обитаване на животински и растителни организми през геоложкото минало; бившите водни басейни и свързаните с тях морета; по откритите организми-индикатори се съди за тогавашните климатични условия, степента на соленост и други особености на водните басейни. Най-видният представител на това направление е руският палеонтолог Роман Гекер (1900 – 1991).[3]
- Палеобиогеографско направление – изяснява зооогеографските и флористични провинции и области през отделните периоди и епохи на геоложкото минало (серия от световни карти на френските учени Анри (1897 – 1989) и Женевиев Термие (1917 – 2005). Използване на палеогеографски, литологогеохимични и палеотемпературни данни за палеоклиматични реконструкции. Световните карти на Л. Рухин (1959), Николай Страхов (1960) и Мартин Шварцбах (1961) изяснили съществените различия на древните климатични зоналности от съвременните. Палеоклимата на Земята е предмет на науката палеоклиматологията.[3]
- Теригенно-минераложко направление използва състава на тежките и леките (кварц, фелдшпат) фации на акцесорните минерали за корелации на седиментните пластове и дава възможност да се определи мястото на образуването, пътят на преноса и областта на натрупването им, като се определя техния състав и произход. Най-видният представител на това направление е Владимир Батурин (1902 – 1945).[3]
- Геохимично направление – занимава се с определяне на солеността и физико–химичния режим на древните водни басейни, еволюцията на техния състав, състава на атмосферата и др. Това направление се основава на изучаването на аутигенните минерали, концентрацията и съотношението на характерни химични елементи (Cl, F, B, Br, Ca, Mg, Sr) в тях, степента на окисляване на желязото FeO (Fe2O3) в глинестите и карбонатни скали. Голямо значение получава метода за определяне на различните свойства на древните водоеми с помощта на точни физико-химически методи (определяне на палеотемпературата с помощта на изследване на съотношението Ca/Mg и изотопите на кислорода 18О/16О) в раковините на древните организми. Най-видните представители на това направление са: Александър Виноградов (1895 – 1975), Леонид Пустовалов (1902 – 1970), Уилям Крумбейн (1902 – 1979), Робърт Гарелс, Г. Льовенстам, С. Епщайн, Р. Тейс и др.[3]
- Палеодинамично направление – изучава динамиката на древните морски течения и установява характера на средата при натрупването на морските наслаги (древни корита на реки, древни морета, езера и др.), като използва особеностите на текстурата на седиментните скали – ориентиране и дебелина на пластовете.[3]
- Палеотектонско направление – основава се на анализа на разпределението на фациите, мощностите и формациите на древните наслаги.[3]
- Палеовулканоложко направление – занимава се с палеогеографската реконструкция на вулканичните области, където нормалния ход на наслояване епизодично се нарушава от лавови потоци, натрупване на лавова пепел и други вулканични материали. В това направление се използват структурно-фациалния и формационния анализи и съвременните методи на физически и химически изследвания.[3]
- Палеогеоморфоложко направление – изучава реликтовия релеф в открит или погребан вид, а също погребването и откопаването на частично разрушен и в различна степен преобразуван релеф под въздействието на ендогенните и екзогенните процеси. По пътя на общия геоморфоложки анализ на реликтовите форми и на основата на материали от палеогеографските и палеотектонски анализи палеогеоморфологията реконструира релефа, съществувал в различни геоложки епохи, като възстановява историята и закономерностите в неговото развитие. С откриването на палеомагнитния метод през 1950-те години за определяне на древната географска ширина и изучаването на линейните магнитни аномалии в океаните се възражда идеята за мобилизма и наново получилото разпространение направление на палеогеографската реконструкция, основани на хипотезите за съществуването в края на докамбрия на огромния континент Пангея, а през палеозоя на суперконтинента Гондвана.[3]